# العلاقات الإسبانية الفلسطينية
العلاقات الفلسطينية الإسبانية هي العلاقات الدولية بين دولة فلسطين وإسبانيا.
دولة فلسطين لديها سفارة في مدريد، ولدى إسبانيا قنصلية عامة في القدس الشرقية تخدم الشعب الفلسطيني.

## التاريخ
يمكن وصف العلاقات الدبلوماسية بين إسبانيا ودولة فلسطين بأنها ممتازة. وقد تم عام 1991 اختيار مدريد كمكان لمؤتمر مدريد للسلام والذي فتح محادثات السلام بين الفلسطينيين والإسرائيليين.
الزيارات العديدة لإسبانيا من كبار القادة الفلسطينيين دليل على الحالة الجيدة للعلاقات الدبلوماسية بين البلدين، ياسر عرفات في الماضي، و تبعه محمود عباس. وكذلك زيارات رؤساء إسبانيا إلى رام الله.

### الاعتراف بدولة فلسطين
في 18 نوفمبر 2014، اعتمد البرلمان الإسباني قرارًا يتضمن الاعتراف بدولة فلسطين، بلغ عدد مؤيدو القرار 319 نائبًا، بينما اعترض اثنان وامتنع نائب واحد. يُعد القرار رمزي وغير ملزم.
خلال الحرب الإسرائيلية على قطاع غزة عام 2023، وفي ديسمبر 2023، أكد رئيس وزراء إسبانيا بيدرو سانشيز أن توجه بلاده نحو الاعتراف بدولة فلسطين حتى لو لم تحصل على الدعم داخل الاتحاد الأوروبي، ستعترف بها من جانب واحد.
في 16 أبريل 2024، أكد رئيس الوزراء الإسباني عزم بلاده اتخاذ خطوة الاعتراف بدولة فلسطين.
في 22 مايو 2024، أعلنت إسبانيا والنرويج وجمهورية أيرلندا اعترافهما بدولة فلسطين اعتبارًا من 28 مايو 2024. رحبت الرئاسة الفلسطينية بالقرار.
لاحقًا، قررت إسبانيا رفع مستوى التمثيل الدبلوماسي الفلسطيني لديها من بعثة فلسطين الدبلوماسية ورئيس بعثة إلى سفارة دولة فلسطين ومنح مستوى السفير لرئيسها.
أعاد حسني عبد الواحد تسليم نسخة من أوراق اعتماده سفيرًا فوق العادة ومفوضًا لدولة فلسطين إلى مدير عام المراسم في وزارة الخارجية الإسبانية أدريان مارتين كووثي في 29 أغسطس 2024. يشغل عبد الواحد منصبه منذ 19 مايو 2022 عندما سلّم نسخة من أوراق اعتماده رئيسًا لبعثة فلسطين الدبلوماسية لدى إسبانيا إلى الملك الإسباني فيليب السادس.

## قائمة السفراء
- عصام كامل السالم (13 يوليو 1990 – 5 سبتمبر 1993).[11]
- نبيل معروف (1994 - 2005).
- موسى عودة (2010 - 2021).[12]
- حسني عبد الواحد (2022 - لا يزال)